# 改變世界的6℃
《改變世界的6℃》是一本馬克·林纳斯編寫的關於全球变暖的科普書。

## 內容
馬克·林纳斯參考氣候變化史和各種氣候模型的研究，分別以「一度」到「六度」為每章的標題，描述全球平均上昇1到6攝氏度的後果，並在最後一章「未来」警告世人不能跨越氣溫上昇2℃的門檻，必須在2015年前減碳。

## 繁體中文譯本
- 譯名：
- ISBN 9789862411049
- 譯者：譚家瑜
- 出版社：天下雜誌股份有限公司
- 出版時間：2010年4月1日
- 排版：縱排

## 简体中文译本
- 译名：
- ISBN 9787535763662
- 出版时间：2011 年1月1日
- 出版社：湖南科技出版社

## 電視節目
本書獲英国皇家学会科学图书奖後，美國國家地理頻道將其改編為電視節目，名為“Six Degrees Could Change The World”（6度可以改變世界）。